# Ant-Man and the Wasp
Ant-Man and the Wasp är en amerikansk superhjältefilm om Marvel Comics-figurerna Ant-Man och Wasp. Filmen är regisserad av Peyton Reed och hade svensk biopremiär den 4 juli 2018. Det är en uppföljare till Ant-Man (2015) och är den tjugonde delen i Marvel Cinematic Universe. Den utspelar sig kronologiskt efter Captain America: Civil War och samtidigt som händelserna i Avengers: Infinity War.

## Rollista (i urval)
- Paul Rudd – Scott Lang / Ant-Man
- Evangeline Lilly – Hope van Dyne / Wasp
- Michael Douglas – Dr. Henry "Hank" Pym
- Michael Peña – Luis
- Hannah John-Kamen – Ava Starr / Ghost
- Michelle Pfeiffer – Janet van Dyne[3]
- Walton Goggins – Sonny Burch
- Laurence Fishburne – Bill Foster
- Randall Park – Agent Jimmy Woo
- Tip "T.I." Harris – Dave
- David Dastmalchian – Kurt
- Bobby Cannavale – Jim Paxton
- Judy Greer – Maggie
- Abby Ryder Fortson – Cassie Lang
- Sean Kleier – Agent Stoltz
- Divian Ladwa – Uzman
- Goran Kostic – Anitolov
- Michael Cerveris – Elihas Starr
- Tim Heidecker – Daniel Gooobler, kapten på båt
- Stan Lee – Man på gatan (cameo)